# Allan Rumbolt
Allan Rumbolt (né à Little Catalina, sur l'île de Terre-Neuve, dans la Province de Terre-Neuve-et-Labrador) est un homme politique anglo-nunavois (canadien anglais). 
De 2008 à 2021, il est député de la circonscription territoriale de Hudson Bay depuis l'élection nunavoise de 2008 à l'Assemblée législative du Nunavut.

## Source
- (en) Cet article est partiellement ou en totalité issu de l’article de Wikipédia en anglais intitulé « Allan Rumbolt » (voir la liste des auteurs).